# Али Шефкет Шкупи
Али Шефкет Шкупи или Али Шефкет бей (на албански: Ali Shefqet Shkupi, Ali Shefqet Bey) е албански военен деец, подполковник, пръв началник на Генералния щаб на Албанската армия, изпълняващ функциите на Върховен главнокомандващ в албанското правителство на Исмаил Кемал Вльора.

## Биография

### Османски военен
Али Шефкети е роден през септември 1883 година в Скопие в албанското семейство на Хюсеин Шефкети, по произход от Ипек. Майка му е местна албанка от богато семейство. Брат му Наджи Шкупи също е албански националист, който инвестира по-голямата част от богатството си в новата албанска държава.
Али получава основното си образование в Солун, по-късно следва във Военното училище в Битоля и след това в Османската военна академия и накрая в 1905 година завършва Академията на генералния щаб в Цариград. Напуска академията със званието капитан. По-късно служи на различни длъжности в Трета османска армия в Македония. Али Шефкет подкрепя младотурското движение, като след Младотурската революция участва в похода към Цариград за задушаване на Контрапреврата на Абдул Хамид II в 1908 година.

### Албански военен
Разочарован от младотурците и възползвайки се от местоположението си в Македония, където са разположени повечето албански националистически организации, той се свързва с албанските патриотични среди. Краят на Албанското въстание от 1912 година го заварва в Цариград с чин майор (бинбаши). Али Шкупи получава информация, че е в списъка за арестуване, поради което бяга в Румъния с подкрепата на албанската общност. По-късно се премества в Триест, Австро-Унгария. През март 1913 година участва в Албанския конгрес в Триест.
Али Шкупи иска да се присъедини към албанското правителство, но не успява да стигне до Вльора, поради блокадата на гръцкия флот. Той успя да акостира с автро-унгарски кораб в делтта на Семани. Веднага му е възложена организацията на Министерството на войната, което той успява да извърш. Али Шкупи прилага знанията си от военното образование и опита си от военната служба в Османската армия. На 5 май 1913 година правителството във Вльора одобрява Статута за временната организация на Министерството на войната и Генералния щаб, който той командва. Уставът е подробен и включва всички необходими структури и механизми на съвременната армия.
На 31 май 1913 година Генералният щаб, ръководен от Шкупи, информира албанското военно министерство за създаването на образцови военни части, които да служат като основа на армията. Албанската армия дотогава се състои предимно от нередовни части. Шкупи предлага задължителна военна служба. Той също така създава специална комисия, ангажирана с военната терминология, заедно с бившите османски военни дейци Мустафа Максути и Камбер Сейдини, албанец от Елбасан, служил като учител по френски език във Военното училище в Битоля. След оставката на правителството на Исмаил Кемали на 22 януари 1914 година, Шкупи продължава да заема високи военни позиции при княз Вид. С избухването на Първата световна война той се установява в Шкодра. При черногорската окупация на Шкодра той е арестуван и е освободен едва в 1916 година, когато Австро-Унгария нахлува в Черна гора. Шпупи е поддръжник на Конгреса в Люшня. Правителството, създадено на конгреса през януари 1920 година, го назначава първо за „командващ на Върховното командване“, а по-късно, след възстановяването на Министерството на войната, за „началник на Генералния щаб“.
Али Шкупи е поддръжник на Хасан Прищина и Юнската революция на епископ Фан Ноли. При връщането на Ахмет Зогу на власт през декември 1924 година Шкупи е арестуван и интерниран два пъти. Той е обвинен като главен организатор на Фиерското въстание от 1935 година и е осъден на смърт, но поради протести във и извън Албания, е осъден на затвор и освободен в 1938 година.
По време на Втората световна война е противник на италианската инвазия, както по-късно и на германската. Нацистите изгарят къщата му в Тирана. След войната се установява в Шкодра. Умира на 3 декември 1953 година и е погребан в Шкодра, а през 80-те години на XX век е препогребан в Тирана. В 1992 година Али Шефкет Шкупи посмъртно е награден за „Патриотична дейност първи клас“ от албанското правителство.